# Afuá
Afuá là một đô thị thuộc bang Pará, Brasil. Đô thị này có diện tích 8372,77 km², dân số năm 2007 là 36524 người, mật độ 1,7 người/km².